# Bledius cordatus
Bledius cordatus är en skalbaggsart som först beskrevs av Thomas Say 1831.  Bledius cordatus ingår i släktet Bledius och familjen kortvingar. Inga underarter finns listade i Catalogue of Life.